# Saint-Félix-de-Lunel
Pour les articles homonymes, voir Lunel (homonymie).
Saint-Félix-de-Lunel est une commune française située dans le département de l'Aveyron, en région Occitanie.

## Géographie

### Généralités
Dans le Massif central, dans le nord du département de l'Aveyron, la commune de Saint-Félix-de-Lunel s'étend sur 18,98 km2. Elle est bordée au nord-est et à l'est par la Daze, un affluent du Lot. Elle est également arrosée par deux affluents du Dourdou de Conques qui prennent leur source sur le territoire communal : le ruisseau de Servan et l'Ouche, dont un affluent, le ruisseau des Gazannes, limite la commune au nord.
L'altitude minimale, 378 mètres, se trouve à l'extrême nord, là où la Daze quitte la commune et entre sur celle d'Espeyrac. L'altitude maximale avec 684 mètres est localisée au nord, près des lieux-dits Longagnac et Pailhassies.
Traversé par la route départementale (RD) 102, le bourg de Saint-Félix-de-Lunel est situé, en distances orthodromiques, dix-huit kilomètres à l'ouest-nord-ouest d'Espalion.
La commune est également desservie par les RD 46 et 657.

### Communes limitrophes
Saint-Félix-de-Lunel est limitrophe de six autres communes.
Son territoire est distant au sud-ouest d'environ 250 mètres de celui de Conques-en-Rouergue et au nord-est de moins de 400 mètres de celui de Golinhac.
Les communes limitrophes sont  Campuac, Espeyrac, Mouret, Pruines, Sénergues et Villecomtal.
|           | Espeyrac             |                     |
| Sénergues | Saint-Félix-de-Lunel | Campuac             |
|           | Pruines              | Villecomtal, Mouret |

### Hydrographie

#### Réseau hydrographique

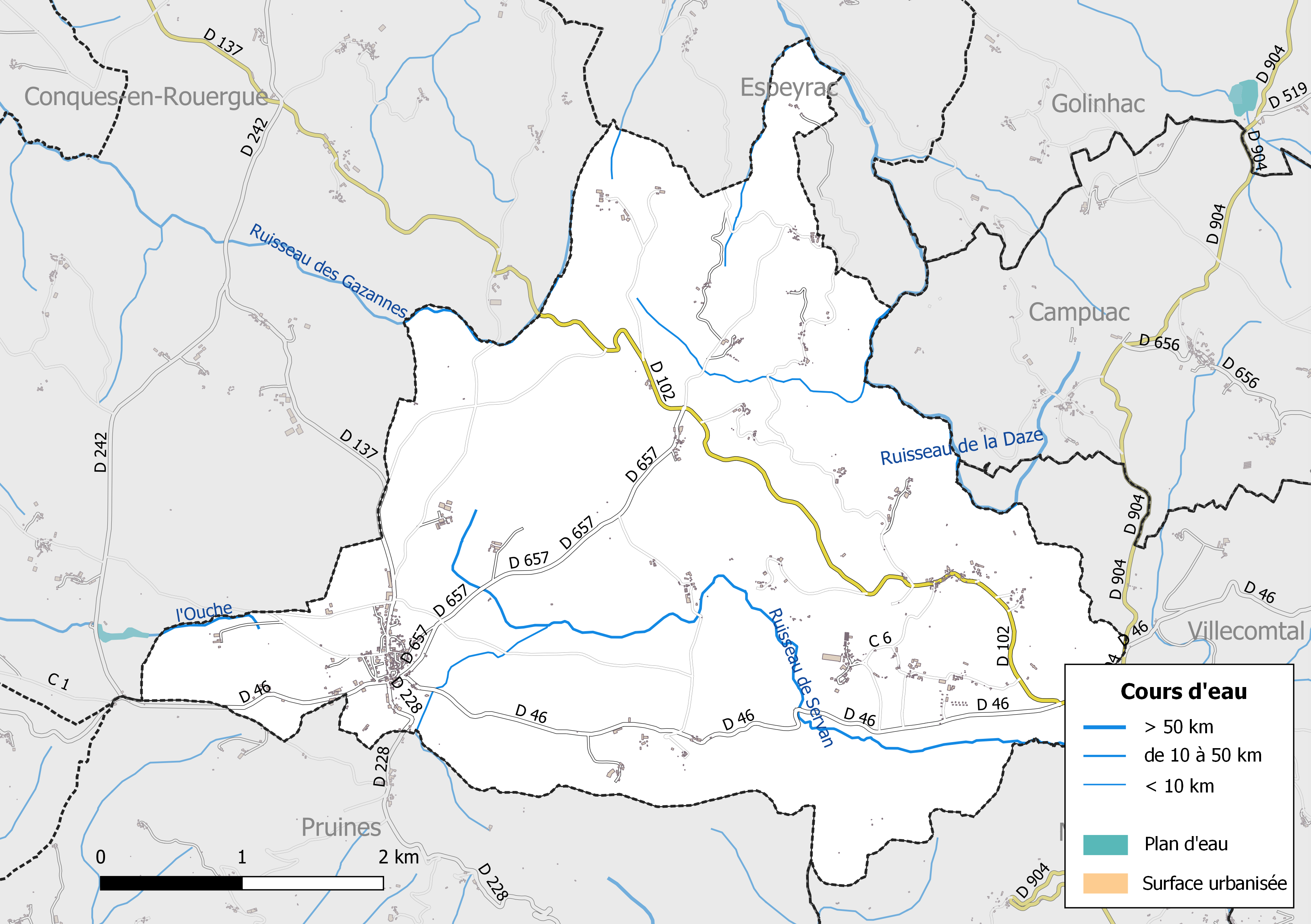
Réseaux hydrographique et routier de Saint-Félix-de-Lunel.

La commune est drainée par le ruisseau de la Daze, l'Ouche, le ruisseau de Servan, le ruisseau des Gazannes et par divers petits cours d'eau.
Le ruisseau de la Daze, d'une longueur totale de 13,3 km, prend sa source dans la commune de Campuac et se jette  dans le Lot à Sénergues, après avoir arrosé 6 communes.

#### Gestion des cours d'eau
La gestion des cours d’eau situés dans le bassin de l’Aveyron est assurée par l’établissement public d'aménagement et de gestion des eaux (EPAGE) Aveyron amont, créé le 1er janvier 2017, en remplacement du syndicat mixte du bassin versant Aveyron amont,,.

### Climat
Pour des articles plus généraux, voir Climat de l'Occitanie et Climat de l'Aveyron.
En 2010, le climat de la commune est de type climat océanique altéré, selon une étude s'appuyant sur une série de données couvrant la période 1971-2000. En 2020, Météo-France publie une typologie des climats de la France métropolitaine dans laquelle la commune est exposée à un climat de montagne et est dans la région climatique Sud-est du Massif Central, caractérisée par une pluviométrie annuelle de 1 000 à 1 500 mm, minimale en été, maximale en automne.
Pour la période 1971-2000, la température annuelle moyenne est de 11 °C, avec une amplitude thermique annuelle de 15,8 °C. Le cumul annuel moyen de précipitations est de 1 110 mm, avec 12,1 jours de précipitations en janvier et 6,9 jours en juillet. Pour la période 1991-2020, la température moyenne annuelle observée sur la station météorologique la plus proche, située sur la commune d'Entraygues-sur-Truyère à 10 km à vol d'oiseau, est de 13,3 °C et le cumul annuel moyen de précipitations est de 1 116,3 mm,. Pour l'avenir, les paramètres climatiques de la commune estimés pour 2050 selon différents scénarios d'émission de gaz à effet de serre sont consultables sur un site dédié publié par Météo-France en novembre 2022.

### Milieux naturels et biodiversité
Aucun espace naturel présentant un intérêt patrimonial n'est recensé sur la commune dans l'inventaire national du patrimoine naturel,,.

## Urbanisme

### Typologie
Au 1er janvier 2024, Saint-Félix-de-Lunel est catégorisée commune rurale à habitat très dispersé, selon la nouvelle grille communale de densité à 7 niveaux définie par l'Insee en 2022.
Elle est située hors unité urbaine et hors attraction des villes,.

### Occupation des sols

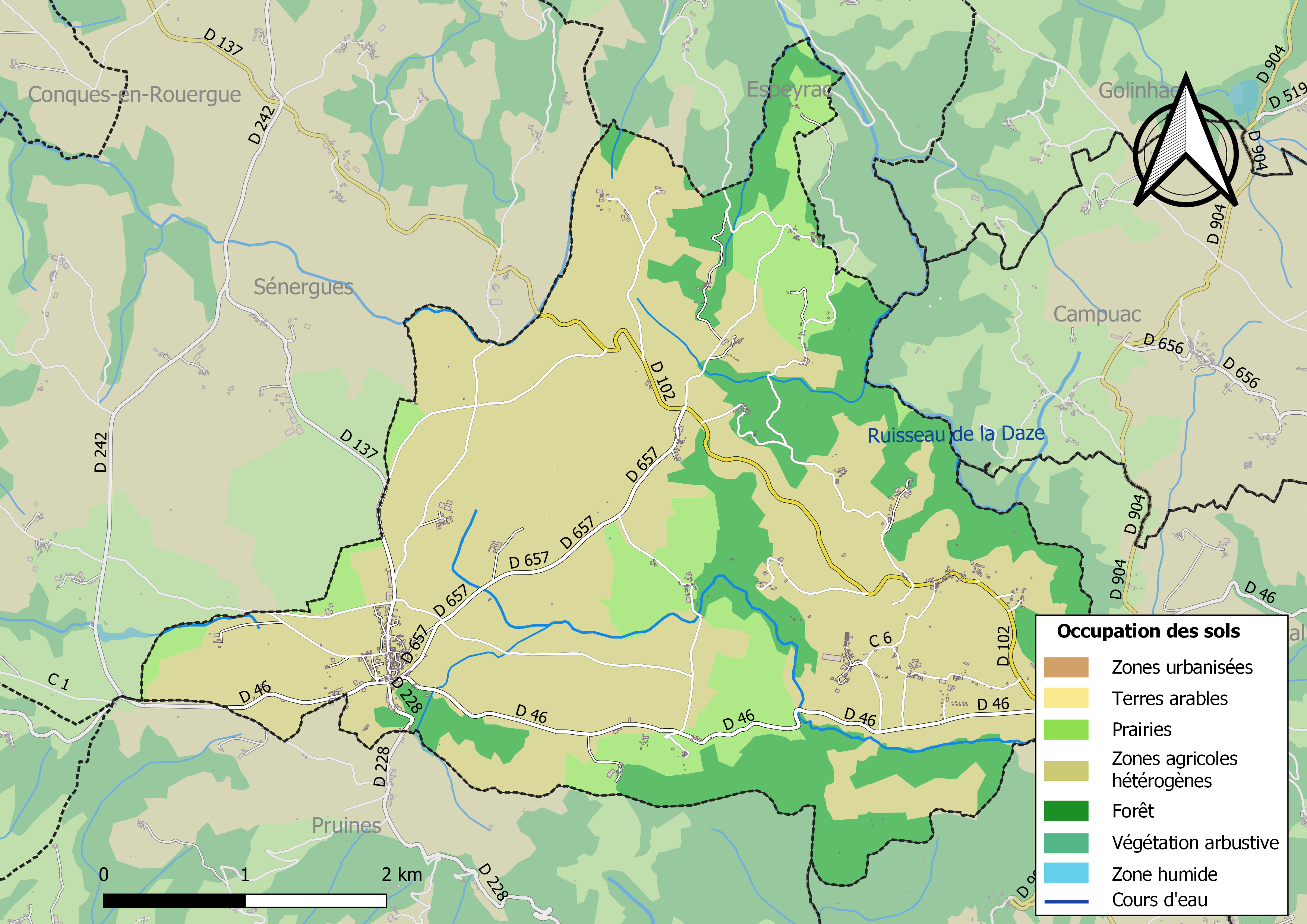
Carte des infrastructures et de l'occupation des sols de la commune en 2018 (CLC).

L'occupation des sols de la commune, telle qu'elle ressort de la base de données européenne d’occupation biophysique des sols Corine Land Cover (CLC), est marquée par l'importance des territoires agricoles (76,3 % en 2018), en augmentation par rapport à 1990 (74,7 %). La répartition détaillée en 2018 est la suivante : 
zones agricoles hétérogènes (64,5 %), forêts (22,3 %), prairies (11,8 %), zones urbanisées (1,4 %). L'évolution de l’occupation des sols de la commune et de ses infrastructures peut être observée sur les différentes représentations cartographiques du territoire : la carte de Cassini (XVIIIe siècle), la carte d'état-major (1820-1866) et les cartes ou photos aériennes de l'IGN pour la période actuelle (1950 à aujourd'hui).

### Planification
La loi SRU du 13 décembre 2000 a incité fortement les communes à se regrouper au sein d’un établissement public, pour déterminer les partis d’aménagement de l’espace au sein d’un SCoT, un document essentiel d’orientation stratégique des politiques publiques à une grande échelle. La commune est dans le territoire du SCoT du Centre Ouest Aveyron  approuvé en février 2020. La structure porteuse est le Pôle d'équilibre territorial et rural Centre Ouest Aveyron, qui associe neuf EPCI, notamment la communauté de communes Conques-Marcillac, dont la commune est membre.
La commune disposait en 2017 d'une carte communale approuvée.

### Risques majeurs
Le territoire de la commune de Saint-Félix-de-Lunel est vulnérable à différents aléas naturels : climatiques (hiver exceptionnel ou canicule), feux de forêts et séisme (sismicité faible).
Il est également exposé à deux risques particuliers, les risques radon et minier,.

#### Risques naturels
Le Plan départemental de protection des forêts contre les incendies découpe le département de l’Aveyron en sept « bassins de risque » et définit une sensibilité des communes à l’aléa feux de forêt (de faible à très forte). La commune est classée en sensibilité faible.
Les mouvements de terrains susceptibles de se produire sur la commune sont soit des mouvements liés au retrait-gonflement des argiles, soit des effondrements liés à des cavités souterraines. Le phénomène de retrait-gonflement des argiles est la conséquence d'un changement d'humidité des sols argileux. Les argiles sont capables de fixer l'eau disponible mais aussi de la perdre en se rétractant en cas de sécheresse. Ce phénomène peut provoquer des dégâts très importants sur les constructions (fissures, déformations des ouvertures) pouvant rendre inhabitables certains locaux. La carte de zonage de cet aléa peut être consultée sur le site de l'observatoire national des risques naturels Géorisques. Une autre carte permet de prendre connaissance des cavités souterraines localisées sur la commune,.

#### Risques particuliers
La commune est concernée par le risque minier, principalement lié à l’évolution des cavités souterraines laissées à l’abandon et sans entretien après l’exploitation des mines.
Dans plusieurs parties du territoire national, le radon, accumulé dans certains logements ou autres locaux, peut constituer une source significative d’exposition de la population aux rayonnements ionisants. Toutes les communes du département sont concernées par le risque radon à un niveau plus ou moins élevé. Selon le dossier départemental des risques majeurs du département établi en 2013, la commune de Saint-Félix-de-Lunel est classée à risque moyen à élevé. Un décret du 4 juin 2018 a modifié la terminologie du zonage définie dans le code de la santé publique et a été complété par un arrêté du 27 juin 2018 portant délimitation des zones à potentiel radon du territoire français. La commune est désormais en zone 3, à savoir zone à potentiel radon significatif.

## Toponymie

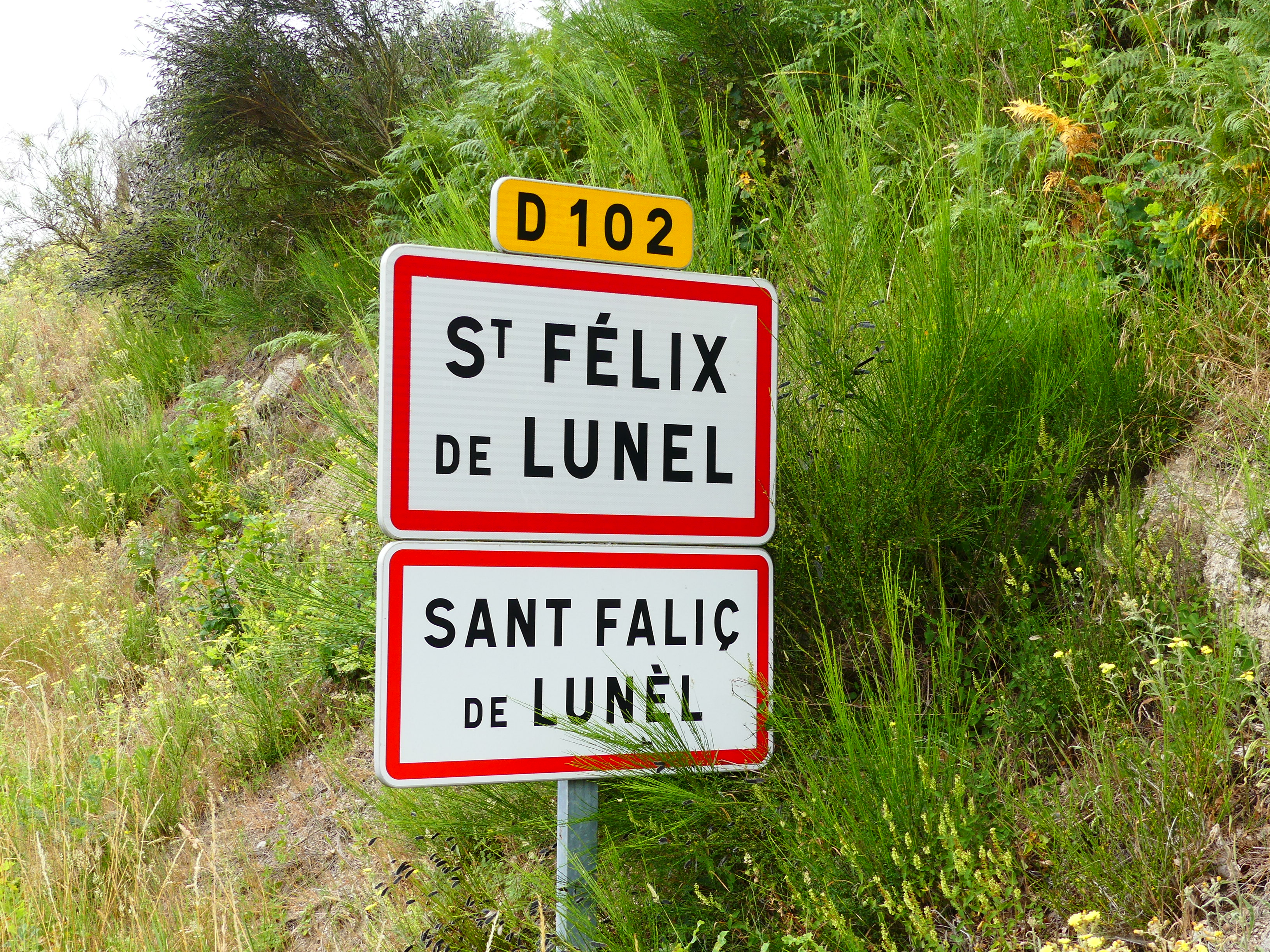
Panneau d'entrée au bourg de Saint-Félix-de-Lunel.

En occitan, la commune porte le nom de Sant Faliç de Lunèl.

## Politique et administration

### Découpage territorial
La commune de Saint-Félix-de-Lunel est membre de la communauté de communes Conques-Marcillac, un établissement public de coopération intercommunale (EPCI) à fiscalité propre créé le 27 décembre 1996 dont le siège est à Marcillac-Vallon. Ce dernier est par ailleurs membre d'autres groupements intercommunaux.
Sur le plan administratif, elle est rattachée à l'arrondissement de Rodez, au département de l'Aveyron et à la région Occitanie. Sur le plan électoral, elle dépend du  canton de Lot et Dourdou pour l'élection des conseillers départementaux, depuis le redécoupage cantonal de 2014 entré en vigueur en 2015, et de la deuxième circonscription de l'Aveyron  pour les élections législatives, depuis le dernier découpage électoral de 2010.

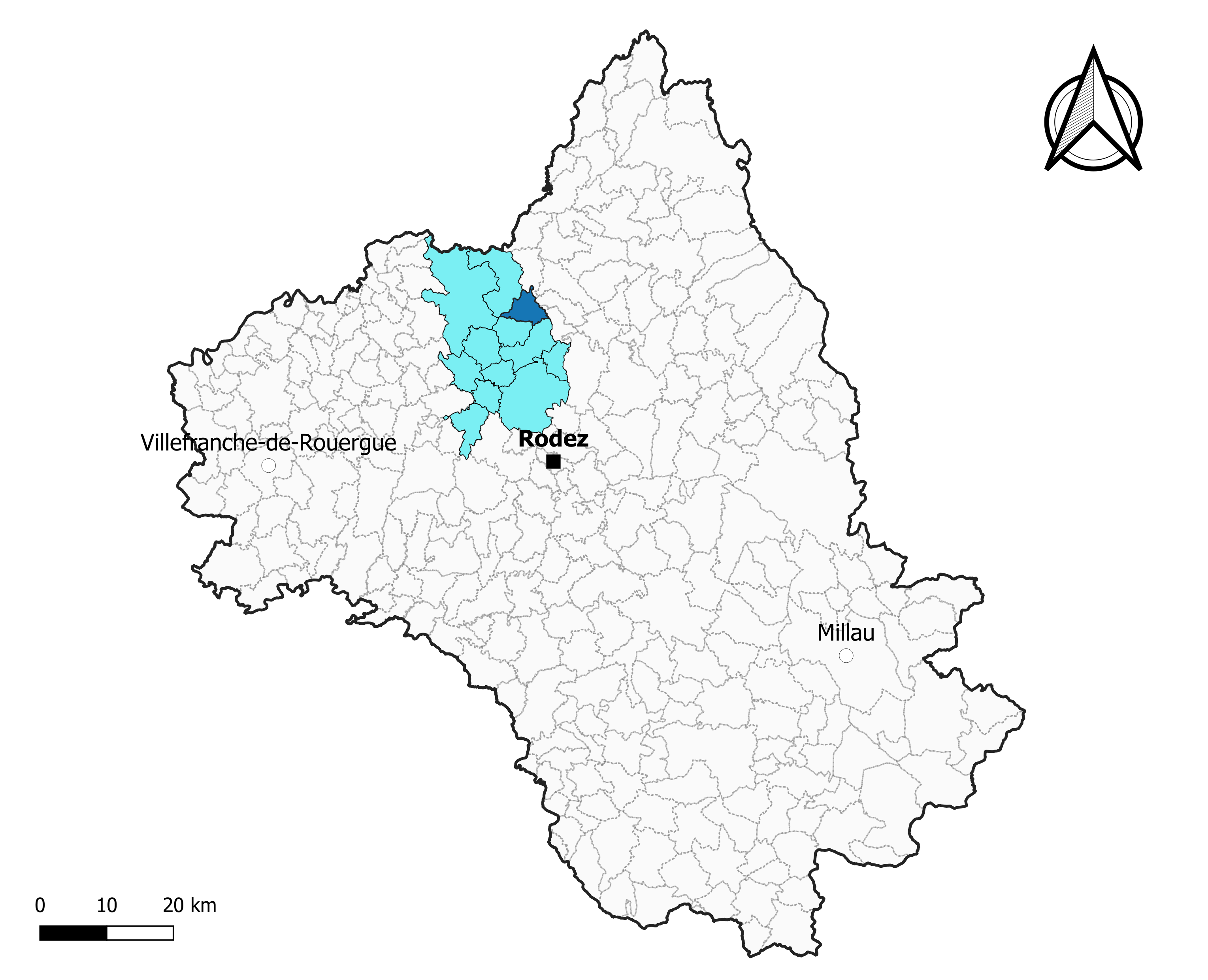
Saint-Félix-de-Lunel dans l'intercommunalité en 2020.
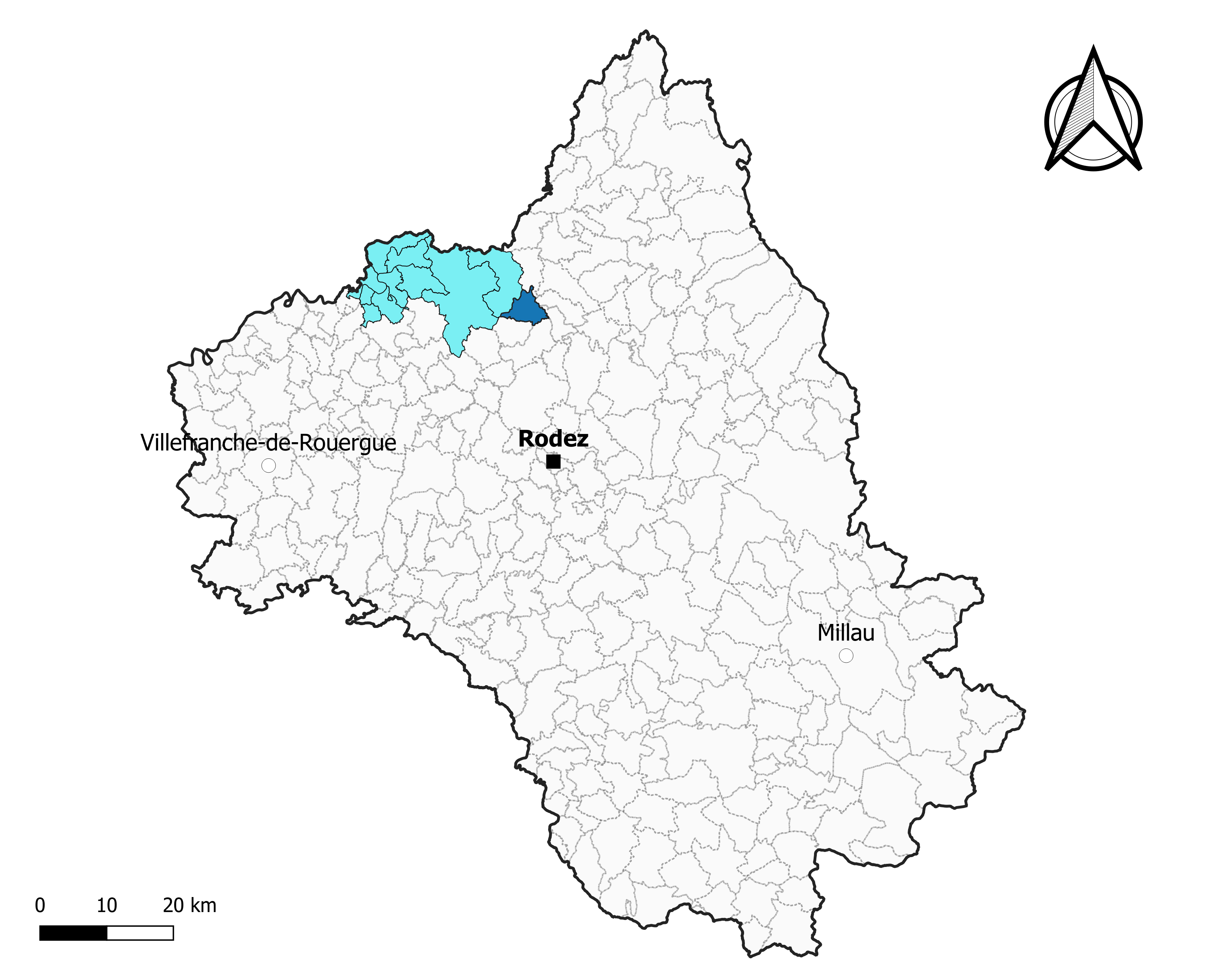
Saint-Félix-de-Lunel dans le canton de Lot et Dourdou en 2020.
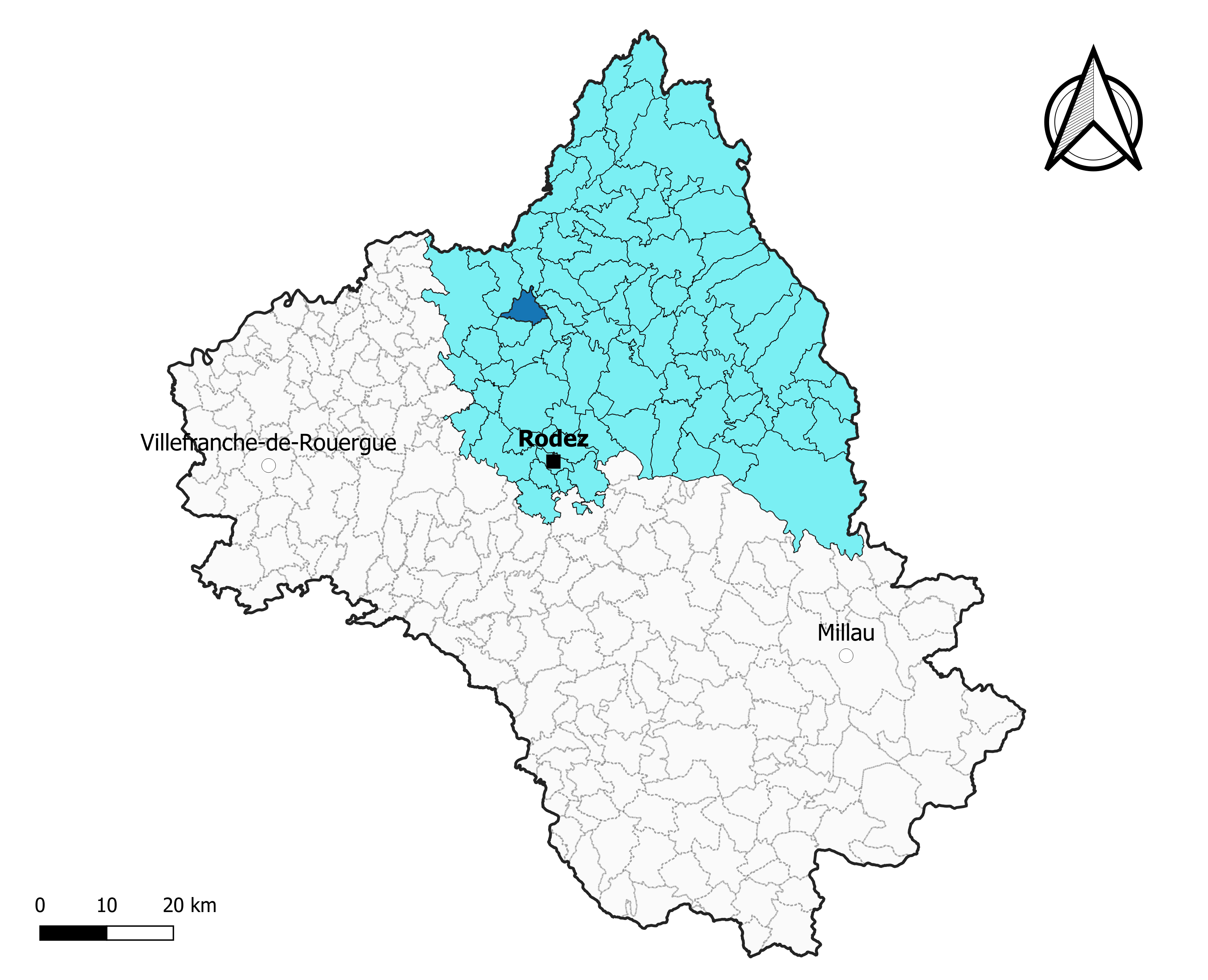
Saint-Félix-de-Lunel dans l'arrondissement de Rodez en 2020.

### Élections municipales et communautaires

#### Élections de 2020
Le conseil municipal de Saint-Félix-de-Lunel, commune de moins de 1 000 habitants, est élu au scrutin majoritaire plurinominal à deux tours avec candidatures isolées ou groupées et possibilité de panachage. Compte tenu de la population communale, le nombre de sièges à pourvoir lors des élections municipales de 2020 est de 11. La totalité des onze candidats en lice est élue dès le premier tour, le 15 mars 2020, avec un taux de participation de 74,21 %.
Guy Visseq est élu nouveau maire de la commune le 23 mai 2020.
Dans les communes de moins de 1 000 habitants, les conseillers communautaires sont désignés parmi les conseillers municipaux élus en suivant l’ordre du tableau (maire, adjoints puis conseillers municipaux) et dans la limite du nombre de sièges attribués à la commune au sein du conseil communautaire. Deux sièges sont attribués à la commune au sein de la communauté de communes Conques-Marcillac.

#### Liste des maires
| Période                                  | Période  | Identité          | Étiquette | Qualité                     |
| ---------------------------------------- | -------- | ----------------- | --------- | --------------------------- |
| Les données manquantes sont à compléter. |          |                   |           |                             |
|                                          |          |                   |           |                             |
| maire en 1835                            | ?        | M. Visseq         |           | Conseiller d'arrondissement |
|                                          |          |                   |           |                             |
| mars 2001                                | mai 2020 | Zéphirin Quintard | DVD       | Agriculteur retraité        |
| mai 2020                                 | En cours | Guy Visseq        |           |                             |

## Démographie
L'évolution du nombre d'habitants est connue à travers les recensements de la population effectués dans la commune depuis 1793. Pour les communes de moins de 10 000 habitants, une enquête de recensement portant sur toute la population est réalisée tous les cinq ans, les populations de référence des années intermédiaires étant quant à elles estimées par interpolation ou extrapolation. Pour la commune, le premier recensement exhaustif entrant dans le cadre du nouveau dispositif a été réalisé en 2006.

En 2022, la commune comptait 384 habitants, en évolution de +7,26 % par rapport à 2016 (Aveyron : +0,37 %, France hors Mayotte : +2,11 %).
| 1793 | 1800 | 1806 | 1821 | 1831 | 1836 | 1841 | 1846 | 1851 |
| ---- | ---- | ---- | ---- | ---- | ---- | ---- | ---- | ---- |
| 620  | 659  | 661  | 667  | 715  | 808  | 878  | 860  | 891  |

| 1856 | 1861 | 1866 | 1872 | 1876 | 1881 | 1886 | 1891 | 1896 |
| ---- | ---- | ---- | ---- | ---- | ---- | ---- | ---- | ---- |
| 840  | 876  | 890  | 912  | 918  | 956  | 960  | 884  | 856  |

| 1901 | 1906 | 1911 | 1921 | 1926 | 1931 | 1936 | 1946 | 1954 |
| ---- | ---- | ---- | ---- | ---- | ---- | ---- | ---- | ---- |
| 813  | 757  | 755  | 679  | 640  | 651  | 613  | 651  | 582  |

| 1962 | 1968 | 1975 | 1982 | 1990 | 1999 | 2006 | 2011 | 2016 |
| ---- | ---- | ---- | ---- | ---- | ---- | ---- | ---- | ---- |
| 559  | 481  | 472  | 466  | 430  | 401  | 381  | 414  | 358  |

| 2021 | 2022 | - | - | - | - | - | - | - |
| ---- | ---- | - | - | - | - | - | - | - |
| 369  | 384  | - | - | - | - | - | - | - |

## Économie

### Revenus
En 2018  (données Insee publiées en septembre 2021), la commune compte 170 ménages fiscaux, regroupant 349 personnes. La médiane du revenu disponible par unité de consommation est de 18 770 € (20 640 € dans le département).

### Emploi
| Division       | 2008  | 2013  | 2018  |
| -------------- | ----- | ----- | ----- |
| Commune        | 1,8 % | 4,5 % | 2,5 % |
| Département    | 5,4 % | 7,1 % | 7,1 % |
| France entière | 8,3 % | 10 %  | 10 %  |

En 2018, la population âgée de 15 à 64 ans s'élève à 191 personnes, parmi lesquelles on compte 76,3 % d'actifs (73,8 % ayant un emploi et 2,5 % de chômeurs) et 23,7 % d'inactifs,. Depuis 2008, le taux de chômage communal (au sens du recensement) des 15-64 ans est inférieur à celui de la France et du département.
La commune est hors attraction des villes,. Elle compte 105 emplois en 2018, contre 123 en 2013 et 127 en 2008. Le nombre d'actifs ayant un emploi résidant dans la commune est de 148, soit un indicateur de concentration d'emploi de 71,1 % et un taux d'activité parmi les 15 ans ou plus de 49,7 %.
Sur ces 148 actifs de 15 ans ou plus ayant un emploi, 70 travaillent dans la commune, soit 47 % des habitants. Pour se rendre au travail, 73,2 % des habitants utilisent un véhicule personnel ou de fonction à quatre roues, 0,6 % les transports en commun, 7,2 % s'y rendent en deux-roues, à vélo ou à pied et 19 % n'ont pas besoin de transport (travail au domicile).

### Activités hors agriculture
37 établissements sont implantés  à Saint-Félix-de-Lunel au 31 décembre 2019. Le tableau ci-dessous en détaille le nombre par secteur d'activité et compare les ratios avec ceux du département,.
| Secteur d'activité                                                                                        | Commune | Commune | Département |
| Secteur d'activité                                                                                        | Nombre  | %       | %           |
| --- | ------- | ------- | ----------- |
| Ensemble                                                                                                  | 37      |         |             |
| Industrie manufacturière, industries extractives et autres                                                | 13      | 35,1 %  | (17,7 %)    |
| Construction                                                                                              | 7       | 18,9 %  | (13 %)      |
| Commerce de gros et de détail, transports, hébergement et restauration                                    | 6       | 16,2 %  | (27,5 %)    |
| Activités financières et d'assurance                                                                      | 2       | 5,4 %   | (3,4 %)     |
| Activités immobilières                                                                                    | 2       | 5,4 %   | (4,2 %)     |
| Activités spécialisées, scientifiques et techniques et activités de services administratifs et de soutien | 4       | 10,8 %  | (12,4 %)    |
| Administration publique, enseignement, santé humaine et action sociale                                    | 1       | 2,7 %   | (12,7 %)    |
| Autres activités de services                                                                              | 2       | 5,4 %   | (7,8 %)     |

Le secteur de l'industrie manufacturière, des industries extractives et autres est prépondérant sur la commune puisqu'il représente 35,1 % du nombre total d'établissements de la commune (13 sur les 37 entreprises implantées  à Saint-Félix-de-Lunel), contre 17,7 % au niveau départemental.

### Agriculture
La commune est dans la « Viadène et vallée du Lot », une petite région agricole occupant le nord-ouest du département de l'Aveyron. En 2020, l'orientation technico-économique de l'agriculture  sur la commune est l'élevage bovin, orientation mixte lait et viande.
|               | 1988  | 2000  | 2010  | 2020  |
| ------------- | ----- | ----- | ----- | ----- |
| Exploitations | 14    | 13    | 12    | 36    |
| SAU (ha)      | 1 332 | 1 108 | 1 166 | 1 668 |

Le nombre d'exploitations agricoles en activité et ayant leur siège dans la commune est passé de 14 lors du recensement agricole de 1988  à 13 en 2000 puis à 12 en 2010 et enfin à 36 en 2020, soit une baisse de 3 % en 32 ans. Le même mouvement est observé à l'échelle du département qui a perdu pendant cette période 51 % de ses exploitations,. La surface agricole utilisée sur la commune a quant à elle augmenté, passant de 1 332 ha en 1988 à 1 668 ha en 2020. Parallèlement la surface agricole utilisée moyenne par exploitation a baissé, passant de 95 à 46 ha.

## Culture locale et patrimoine

### Lieux et monuments
- Église Saint-Félix de Saint-Félix-de-Lunel.
- Église Sainte-Madeleine de Lunel.

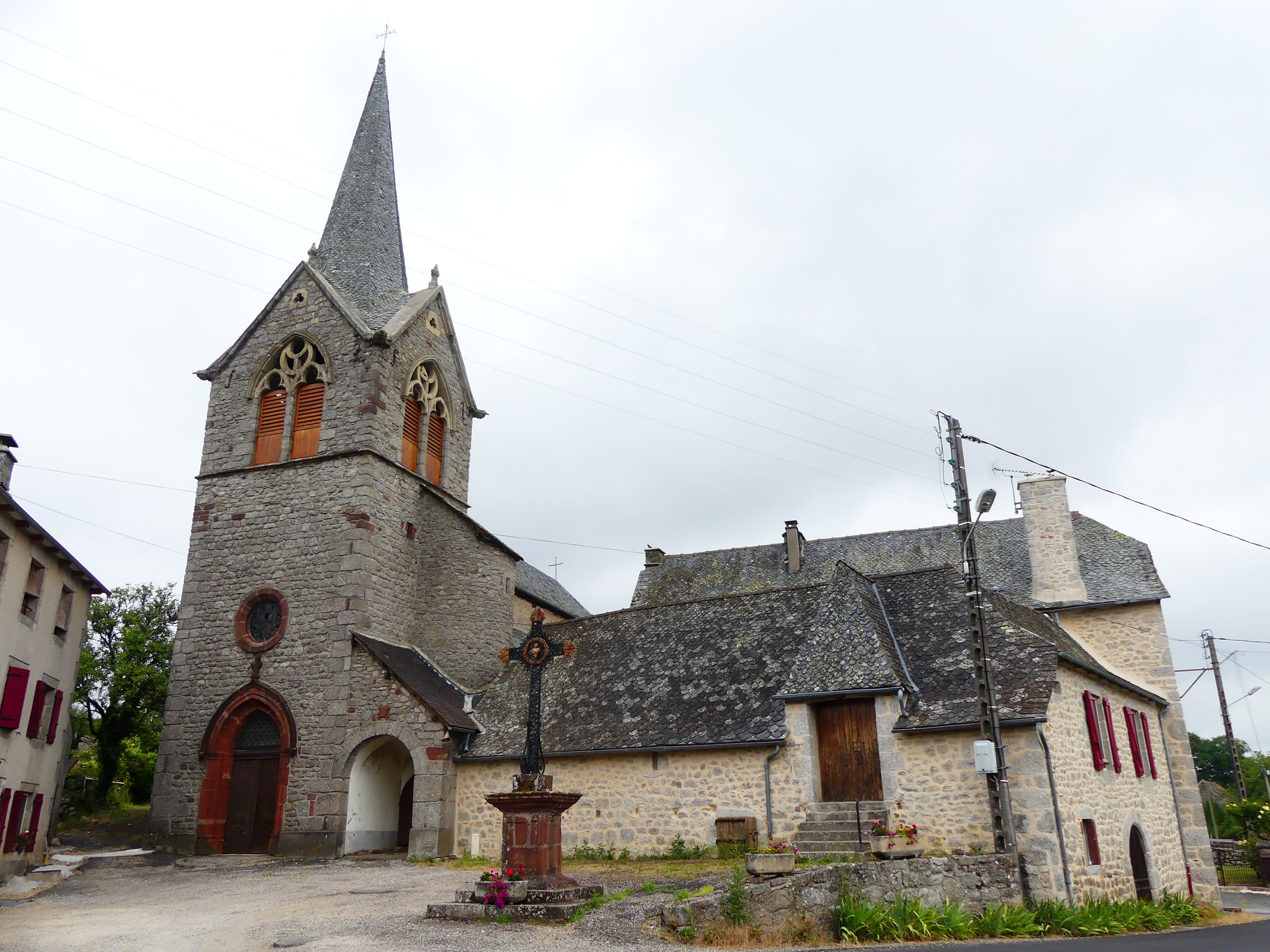
L'église.
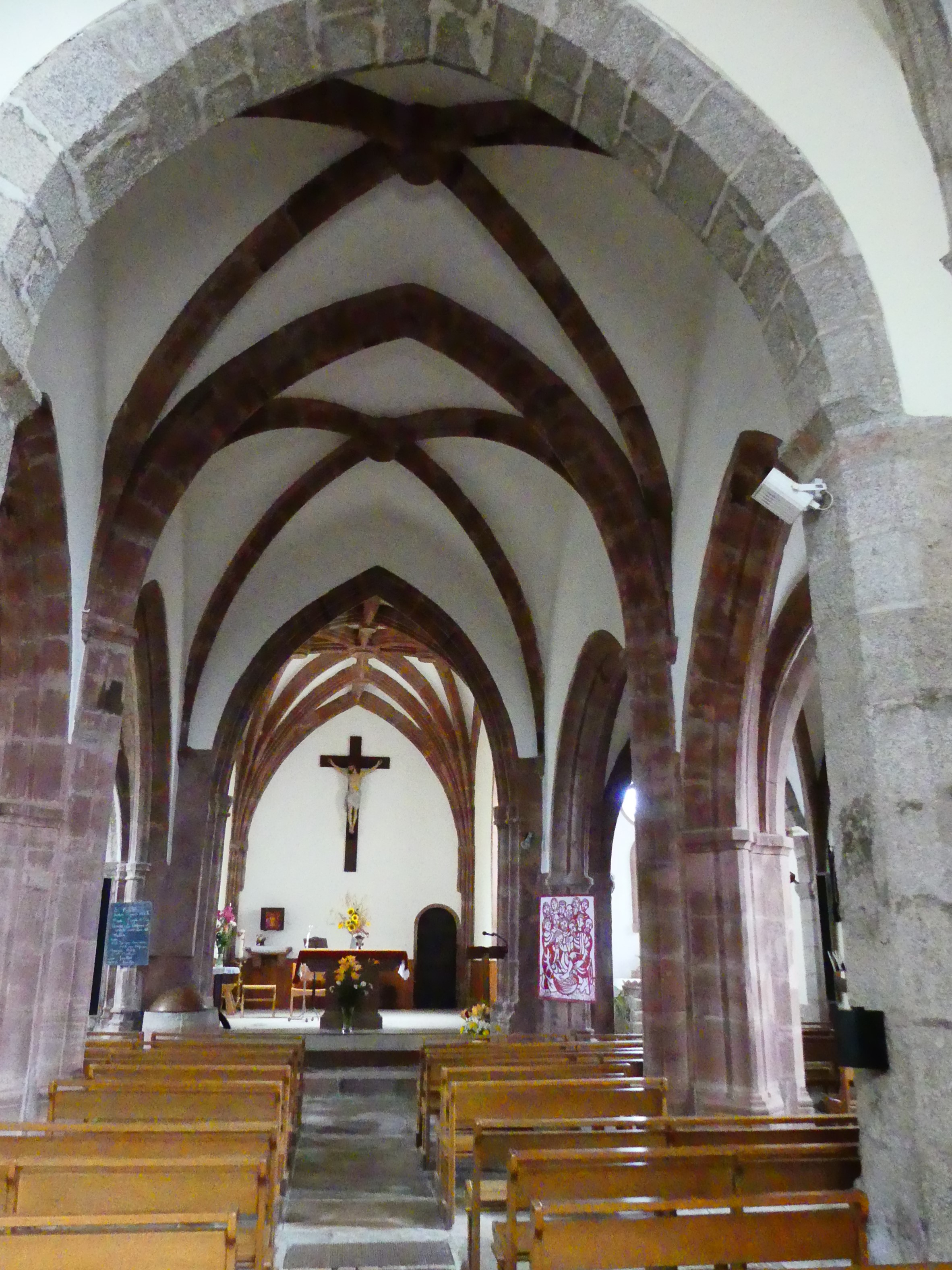
Sa nef.
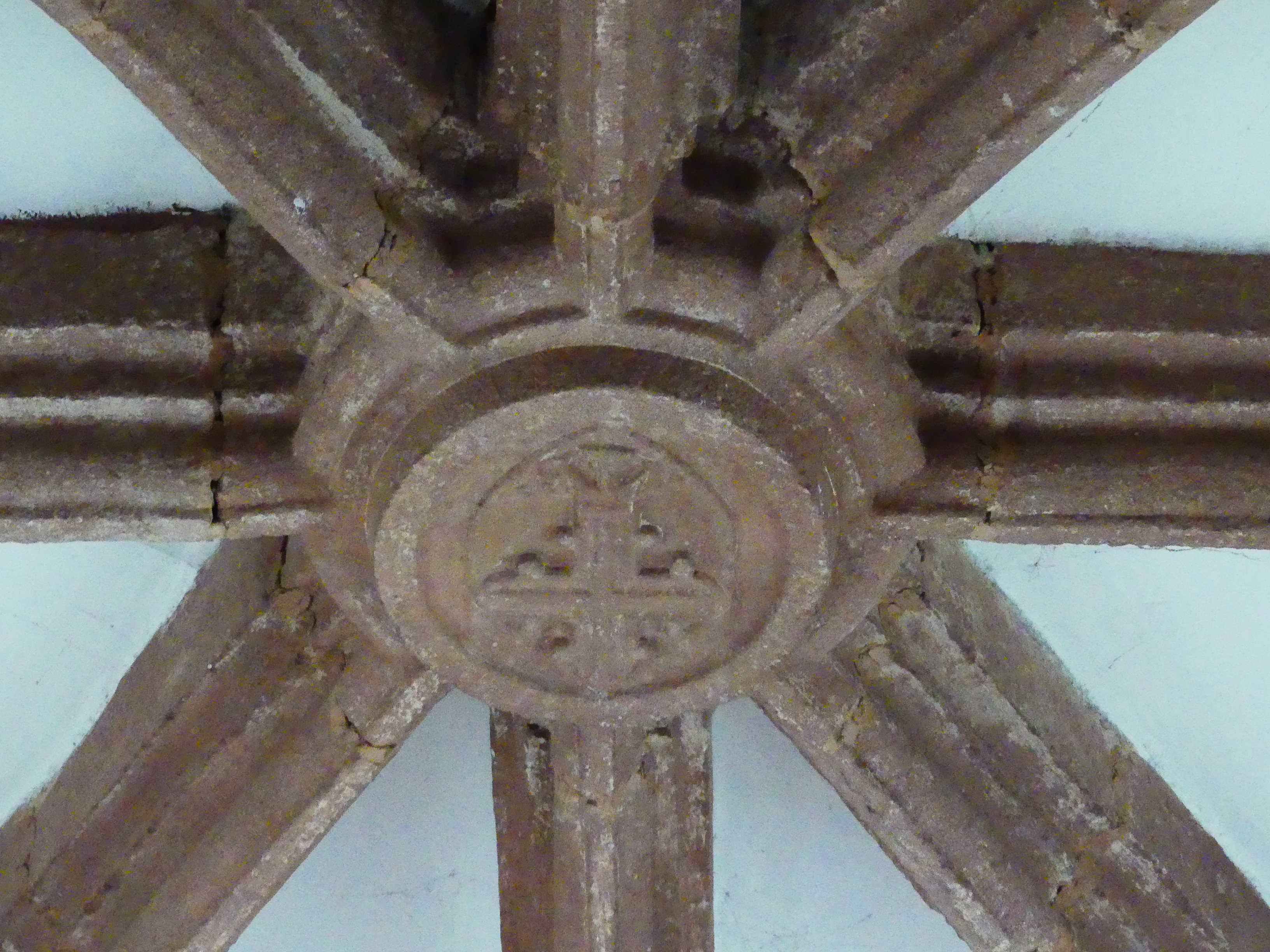
La clé de voute du chœur.
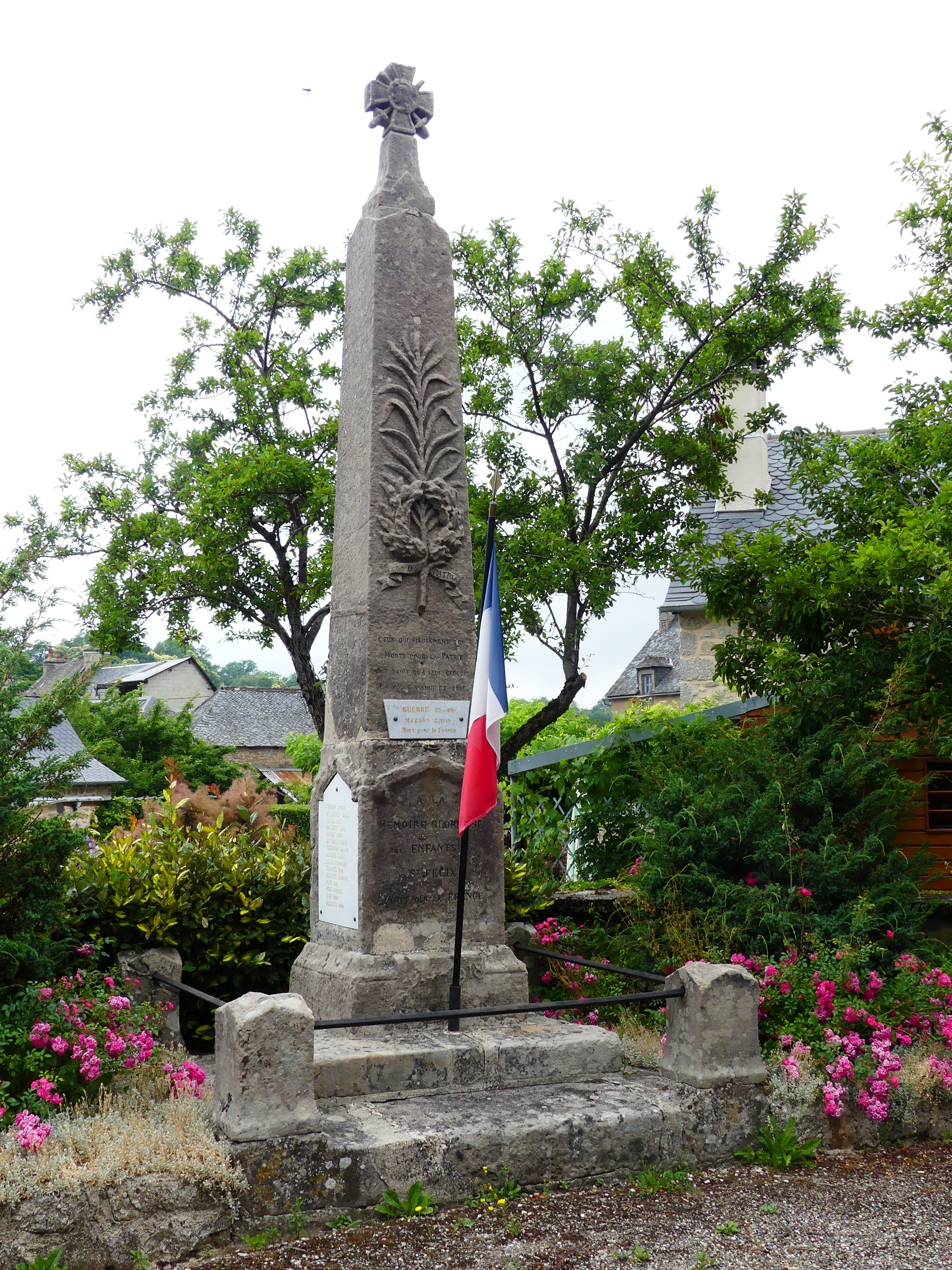
Le monument aux morts.

### Héraldique
| Blason de Saint-Félix-de-Lunel | Blason  | Parti d'azur et de gueules à deux clefs passées en sautoir cantonnées en chef d'un croissant et en pointe d'un cerf passant, le tout d'argent brochant sur la partition, sur le tout d'or au château de trois tours de gueules. |
| Blason de Saint-Félix-de-Lunel | Détails | Le statut officiel du blason reste à déterminer. |